# Nikolai Iwanowitsch Bulajew

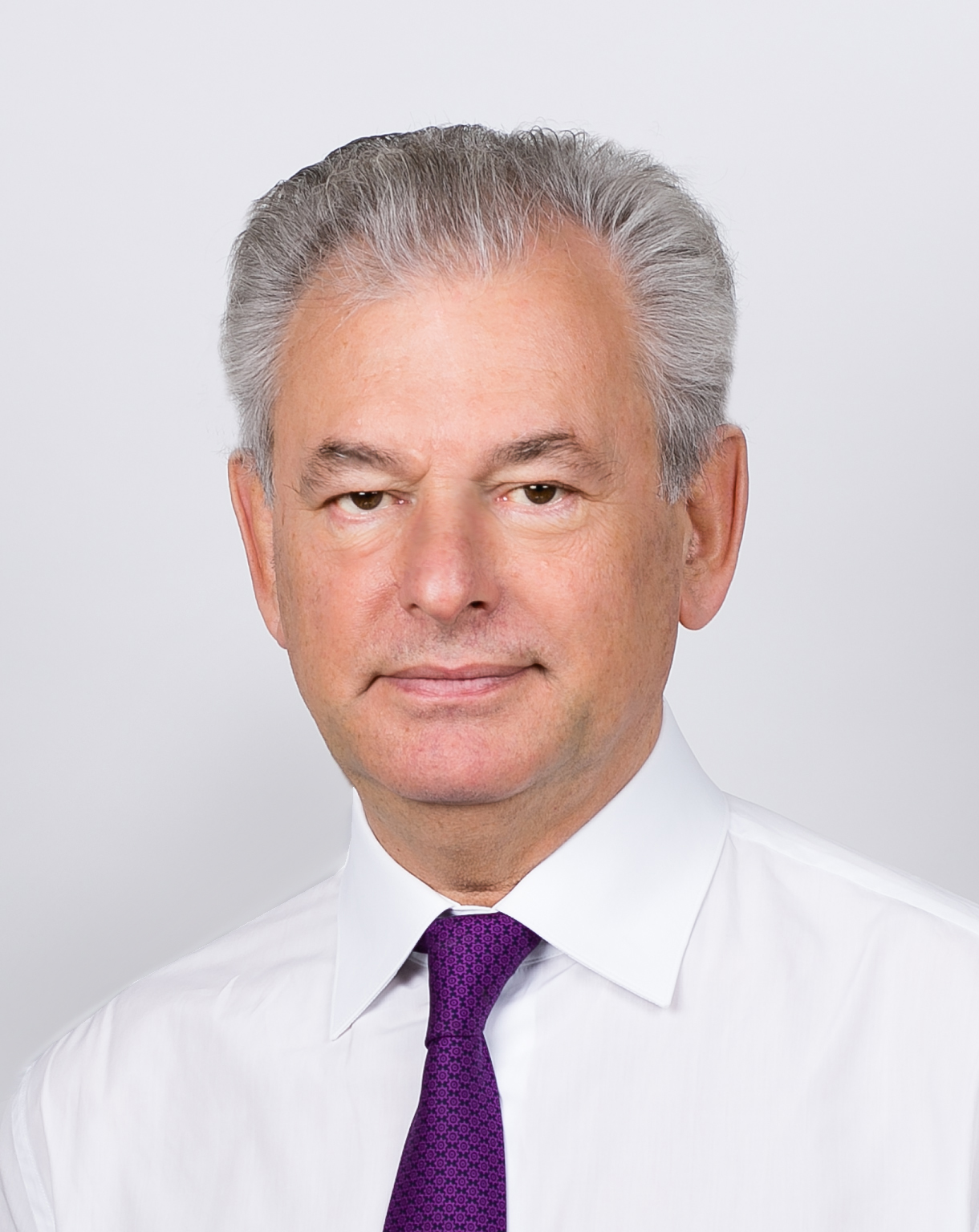
Nikolai Iwanowitsch Bulajew

Nikolai Iwanowitsch Bulajew (russisch Николай Иванович Булаев; * 1. September 1949 im Rajon Schazkij, Oblast Rjasan, RSFSR, UdSSR) ist ein russischer Politiker und seit März 2016 stellvertretender Vorsitzender der Zentralen Wahlkommission der Russischen Föderation.

## Leben
Bulajew schloss 1970 das Physikstudium am Staatlichen Pädagogischen Institut in Rjasan ab und ließ sich zum Physiklehrer ausbilden. Zwischen 1978 und 1990 war er Hochschuldirektor in der Kleinstadt Spassk-Rjasanski, anschließend bis 1994 stellvertretender Gebietsleiter von Rjasan.
Im Dezember 1999 ließ sich Bulajew als Kandidat des Wahlblocks „Vaterland - Gesamtrussland“ in die Staatsduma wählen. 2003 und 2007 wurde er wiedergewählt. 
Im Oktober 2007 wurde Bulajew von Wiktor Alexejewitsch Subkow, dem damaligen Premierminister Russlands, zum Leiter der Föderalen Agentur für Bildung („Rosobrosowanije“) ernannt. Im 10. März 2010 wurde die Rosobrosowanije aufgelöst, ihre Aufgaben gingen auf das Ministerium für Bildung und Wissenschaft über.
Im April 2010 übertrug die Zentrale Wahlkommission Russlands Bulajew das vakante Abgeordnetenmandat der Staatsduma. Das Mandat war frei geworden, nachdem Arkadi Fomin ins Amt des Vorsitzenden der Regionalduma der Oblast Rjasan gewechselt war. In der Duma vertrat Bulajew die Fraktion Einiges Russland. 
Im Oktober 2015 wurde Bulajew zum Mitglied des Föderationsrates von Russland. Im Februar 2016 wurde er durch Beschluss des Föderationsrats zum Mitglied der Zentralen Wahlkommission berufen. Nur ein Monat später wurde er zum Stellvertreter des Leiters der Zentralen Wahlkommission.